# Campeonato Uruguayo de Primera División 2016
El Campeonato Uruguayo 2016 (también conocido como Campeonato Uruguayo Especial) fue el centésimo decimotercer torneo de primera división del fútbol uruguayo organizado por la AUF, correspondiente al segundo semestre del 2016.
En un principio, se fijó la fecha de comienzo el 6 de agosto, y su finalización el 4 de diciembre. Debido a diferencias con el Ministerio del Interior, no comenzaron a tiempo y se fijó el 27 de agosto como fecha de inicio. El 27 de agosto, se suspendieron los partidos del día debido a las condiciones climatológicas adversas. El torneo comenzó el 28 de agosto y finalizó el 11 de diciembre.
El 23 de junio de 2016, se decidió que el trofeo llevaría el nombre de Donato Rivas, en homenaje a un ex neutral de la AUF. Fue el segundo campeonato de transición en Uruguay, luego del Campeonato Uruguayo de Fútbol 2005.
En la última fecha, el Club Nacional de Football se coronó campeón del torneo, con 34 puntos.

## Sorteo
El fixture se sorteó el 22 de agosto de 2016 a las 21:00 horas y fue televisado por VTV. Los encuentros clásicos Nacional – Peñarol y Cerro – Rampla Juniors fueron digitados debido a su alto riesgo.
En la primera fecha, se destacaron los partidos Wanderers – River Plate, Peñarol – Liverpool, Nacional – Danubio y el debut de Boston River en la máxima categoría, ante Defensor Sporting. En la fecha 13 se jugaron los clásicos, incluyendo Defensor Sporting – Danubio.

## Sistema de disputa
Su particular sistema de disputa, se debió a que tuvo como finalidad cambiar la temporada a año de calendario, como históricamente se caracterizó el Fútbol Uruguayo. Se retornó a este característico sistema de disputa en Uruguay, después de 11 temporadas a la europea. El Campeonato Uruguayo 2017 será el que vuelva a este formato año calendario.
Los 16 equipos jugaron un campeonato a una sola ronda, todos contra todos totalizando 15 fechas. Luego de jugar todas las fechas, Nacional se coronó campeón.
El mejor ubicado clasificó a la Copa Conmebol Libertadores 2017 como Uruguay 4. Los cuatro clubes mejores ubicados en la tabla exceptuando al clasificado a la Libertadores, clasificaron a la Copa Conmebol Sudamericana 2017 como Uruguay 1, Uruguay 2, Uruguay 3 y Uruguay 4 respectivamente. Cerro, Nacional y Peñarol, no tuvieron la oportunidad de clasificar a la Sudamericana 2017 porque ya estaban clasificados a la Libertadores 2017 desde la temporada anterior. En un principio el torneo daba cupos para la Sudamericana solamente, pero debido a la renuncia de los equipos mexicanos a la Libertadores, un cupo fue asignado para Uruguay el 6 de diciembre.
Si bien Nacional fue el campeón, ya tenía el cupo a la Libertadores desde la temporada anterior, por lo que Wanderers, siguiente mejor ubicado, clasificó a la Copa Conmebol Libertadores 2017. Danubio, Defensor Sporting, Liverpool y Boston River clasificaron a la Copa Conmebol Sudamericana 2017.

## Participantes

### Ascensos y descensos
Un total de 16 equipos disputaron el campeonato, incluyendo 13 equipos de la Primera División de Uruguay 2015/16 y tres ascendidos desde la Segunda División de Uruguay 2015/16.
| Club           | Ascendido como                         |
| -------------- | -------------------------------------- |
| Rampla Juniors | Campeón Segunda División 2015-16       |
| Boston River   | Subcampeón Segunda División 2015-16    |
| Villa Española | Tercer puesto Segunda División 2015-16 |

| Club             | Descendido como                |
| ---------------- | ------------------------------ |
| Rentistas        | 14° Tabla del descenso 2015-16 |
| El Tanque Sisley | 15° Tabla del descenso 2015-16 |
| Villa Teresa     | 16° Tabla del descenso 2015-16 |

### Información de equipos
Todos los datos estadísticos corresponden únicamente a los Campeonatos Uruguayos organizados por la Asociación Uruguaya de Fútbol, no se incluyen los torneos de la FUF de 1923, 1924 ni el Torneo del Consejo Provisorio 1926 en las temporadas contadas. Las fechas de fundación de los equipos son las declaradas por los propios clubes implicados.
En cursiva los técnicos nuevos que se incorporaron para el campeonato o en el transcurso de las fechas.
| Equipo            | Entrenador           | Estadio                 | Capacidad | Temp. en 1.ª | Temp. consecutivas | Temp. anterior |
| ----------------- | -------------------- | ----------------------- | --------- | ------------ | ------------------ | -------------- |
| Boston River      | Alejandro Apud       | Juan Antonio Lavalleja  | 7.000     | 1            | 1                  | SD             |
| Cerro             | José Puente          | Luis Tróccoli           | 25.000    | 71           | 10                 | 3°             |
| Danubio           | Leonardo Ramos       | Jardines del Hipódromo  | 18.000    | 67           | 47                 | 12°            |
| Defensor Sporting | Eduardo Acevedo      | Luis Franzini           | 16.000    | 90           | 52                 | 8°             |
| Fénix             | Rosario Martínez     | Parque Capurro          | 5.500     | 35           | 8                  | 6°             |
| Juventud          | Jorge Giordano       | Parque Artigas          | 5.500     | 11           | 5                  | 13°            |
| Liverpool         | Mario Saralegui      | Belvedere               | 8.500     | 75           | 2                  | 10°            |
| Nacional          | Martín Lasarte       | Gran Parque Central     | 26.500    | 112          | 112                | 2°             |
| Peñarol           | Fernando Curutchet   | Campeón del Siglo       | 40.000    | 111          | 88                 | 1°             |
| Plaza Colonia     | Leonel Rocco         | Alberto Suppici         | 15.000    | 7            | 2                  | 4°             |
| Racing            | Ney Morales          | Parque Roberto          | 8.500     | 50           | 9                  | 14°            |
| Rampla Juniors    | Fernando Araújo      | Estadio Olímpico        | 6.000     | 68           | 1                  | SD             |
| River Plate       | Pablo Tiscornia      | Parque Saroldi          | 5.165     | 68           | 13                 | 9°             |
| Sud América       | José Emilio Riquelme | Casto Martínez Laguarda | 3.810     | 50           | 4                  | 7°             |
| Villa Española    | Diego Irigoyen       | Obdulio Varela          | 8.000     | 5            | 1                  | SD             |
| Wanderers         | Gastón Machado       | Parque Viera            | 10.000    | 100          | 17                 | 5°             |

### Equipos por departamento
Lugar de origen de cada club, donde se encuentra su sede. Fueron 14 equipos de la capital del país, mientras que otros 2 correspondieron a Canelones y Colonia.
| Departamento | N.º | Equipos |
| ------------ | --- | --- |
| Montevideo   | 14  | Boston River, Cerro, Danubio, Defensor Sporting, Fénix, Liverpool, Nacional, Peñarol, Racing, Rampla Juniors, River Plate, Sud América, Villa Española y Wanderers |
| Canelones    | 1   | Juventud |
| Colonia      | 1   | Plaza Colonia |

Ubicación de los estadios en que oficiaron de local los equipos
| Escala nacional                                                         | Escala montevideana                                                                                                 | Escala montevideana |
| ----------------------------------------------------------------------- | --- | --- |
| Juventud Plaza Colonia Sud América Boston River Montevideo (12 equipos) | Cerro Rampla Liverpool Defensor Sporting Nacional Peñarol Racing Wanderers River Plate Villa Española Fénix Danubio | - Plaza Colonia ofició de local en el estadio Alberto Suppici de la ciudad de Colonia del Sacramento. - Sud América ofició de local en el estadio Casto Martínez Laguarda de la ciudad de San José de Mayo, a 95 kilómetros de Montevideo. - Boston River ofició de local en el estadio Juan Antonio Lavalleja de la ciudad de Trinidad. - Los círculos en color azul señalan en el plano nacional a los equipos que no son originalmente locatarios en esa ciudad. |

### Cambios de entrenadores
| Equipo         | Entrenador (jornadas)                            |
| -------------- | ------------------------------------------------ |
| Racing         | Julio Comesaña (1-3) Ney Morales (4-15)          |
| River Plate    | Juan Ramón Carrasco (1-5) Pablo Tiscornia (6-15) |
| Peñarol        | Jorge da Silva (1-7) Fernando Curutchet (8-15)   |
| Sud América    | Julio Fuentes (1-8) Galiana (9-15)               |
| Rampla Juniors | Germán Corengia (1-8) Fernando Araújo (9-15)     |
| Villa Española | Jorge Casanova (1-13) Diego Irigoyen (14-15)     |

## Clasificación

### Tabla de posiciones
|                                               | Pos. | Equipos              |  | PJ | PG | PE | PP | GF | GC | Dif. | Puntos |
| --------------------------------------------- | ---- | -------------------- |  | -- | -- | -- | -- | -- | -- | ---- | ------ |
|                                               | 1.   | Nacional (*)         |  | 15 | 11 | 1  | 3  | 27 | 12 | +15  | 34     |
|                                               | 2.   | Montevideo Wanderers |  | 15 | 8  | 5  | 2  | 22 | 14 | +8   | 29     |
|                                               | 3.   | Danubio              |  | 15 | 9  | 2  | 4  | 24 | 19 | +5   | 29     |
|                                               | 4.   | Defensor Sporting    |  | 15 | 7  | 4  | 4  | 22 | 15 | +7   | 25     |
|                                               | 5.   | Liverpool            |  | 15 | 6  | 6  | 3  | 16 | 13 | +3   | 24     |
|                                               | 6.   | Boston River         |  | 15 | 5  | 7  | 3  | 19 | 11 | +8   | 22     |
|                                               | 7.   | Cerro (*)            |  | 15 | 6  | 4  | 5  | 16 | 15 | +1   | 22     |
|                                               | 8.   | Racing               |  | 15 | 5  | 5  | 5  | 24 | 26 | -2   | 20     |
|                                               | 9.   | Fénix                |  | 15 | 5  | 4  | 6  | 19 | 19 | 0    | 19     |
|                                               | 10.  | River Plate          |  | 15 | 5  | 3  | 7  | 18 | 28 | -10  | 18     |
|                                               | 11.  | Juventud             |  | 15 | 4  | 5  | 6  | 9  | 11 | -2   | 17     |
|                                               | 12.  | Sud América          |  | 15 | 5  | 2  | 8  | 17 | 20 | -3   | 17     |
|                                               | 13.  | Rampla Juniors       |  | 15 | 4  | 5  | 6  | 9  | 16 | -7   | 17     |
|                                               | 14.  | Peñarol (*)          |  | 15 | 4  | 3  | 8  | 17 | 20 | -3   | 15     |
|                                               | 15.  | Plaza Colonia        |  | 15 | 2  | 6  | 7  | 16 | 24 | -8   | 12     |
|                                               | 16.  | Villa Española       |  | 15 | 1  | 4  | 10 | 14 | 26 | -12  | 7      |
| Última actualización: 11 de diciembre de 2016 |      |                      |  |    |    |    |    |    |    |      |        |

|     | Campeón uruguayo. Clasifica a la Fase de grupos de la Copa Conmebol Libertadores 2017.                                  |
|     | Clasificado a la Primera fase de la Copa Conmebol Libertadores 2017.                                                    |
|     | Clasificado a la primera fase de la Copa Conmebol Sudamericana 2017.                                                    |
| (*) | No pueden disputar la Copa Sudamericana 2017, porque clasificaron a la Copa Libertadores 2017 en la temporada anterior. |

### Fixture

#### Fecha 1
| Juventud       | 2:0 | Sud América       | Parque Artigas         | 28 de agosto | 15:30 |
| Plaza Colonia  | 1:1 | Racing            | Alberto Suppici        | 28 de agosto | 15:30 |
| Villa Española | 1:2 | Rampla Juniors    | Obdulio Varela         | 28 de agosto | 15:30 |
| Peñarol        | 0:0 | Liverpool         | Campeón del Siglo      | 28 de agosto | 19:00 |
| Fénix          | 0:1 | Cerro             | Parque Capurro         | 30 de agosto | 15:30 |
| Danubio        | 2:1 | Nacional          | Jardines del Hipódromo | 31 de agosto | 15:30 |
| Boston River   | 1:1 | Defensor Sporting | Juan Antonio Lavalleja | 31 de agosto | 15:30 |
| Wanderers      | 1:1 | River Plate       | Centenario             | 31 de agosto | 20:00 |

#### Fecha 2
| Sud América       | 1:0 | Villa Española | Casto Martínez    | 3 de septiembre | 15:30 |
| Rampla Juniors    | 2:1 | Danubio        | Nasazzi           | 3 de septiembre | 15:30 |
| Peñarol           | 2:0 | Fénix          | Campeón del Siglo | 3 de septiembre | 19:00 |
| Cerro             | 1:3 | Wanderers      | Parque Capurro    | 4 de septiembre | 15:30 |
| River Plate       | 1:5 | Boston River   | Parque Saroldi    | 4 de septiembre | 15:30 |
| Defensor Sporting | 0:1 | Juventud       | Franzini          | 4 de septiembre | 15:30 |
| Racing            | 0:1 | Liverpool      | Parque Roberto    | 4 de septiembre | 15:30 |
| Nacional          | 3:2 | Plaza Colonia  | Parque Central    | 4 de septiembre | 19:00 |

#### Fecha 3
| Fénix             | 3:1 (enlace roto disponible en Internet Archive; véase el historial, la primera versión y la última). | Racing         | Parque Capurro         | 10 de septiembre | 15:30 |
| Boston River      | 1:1 (enlace roto disponible en Internet Archive; véase el historial, la primera versión y la última). | Cerro          | Juan Antonio Lavalleja | 10 de septiembre | 15:30 |
| Peñarol           | 0:1 (enlace roto disponible en Internet Archive; véase el historial, la primera versión y la última). | Wanderers      | Campeón del Siglo      | 10 de septiembre | 15:30 |
| Plaza Colonia     | 1:1 (enlace roto disponible en Internet Archive; véase el historial, la primera versión y la última). | Rampla Juniors | Alberto Suppici        | 10 de septiembre | 18:15 |
| Juventud          | 0:0 (enlace roto disponible en Internet Archive; véase el historial, la primera versión y la última). | River Plate    | Parque Artigas         | 11 de septiembre | 15:30 |
| Defensor Sporting | 2:0                                                                                                   | Sud América    | Franzini               | 11 de septiembre | 15:30 |
| Danubio           | 1:0 (enlace roto disponible en Internet Archive; véase el historial, la primera versión y la última). | Villa Española | Jardines del Hipódromo | 11 de septiembre | 15:30 |
| Liverpool         | 2:1 (enlace roto disponible en Internet Archive; véase el historial, la primera versión y la última). | Nacional       | Belvedere              | 11 de septiembre | 15:30 |

#### Fecha 4
| Sud América    | 0:2 | Danubio           | Casto Martínez | 17 de septiembre | 15:30 |
| Cerro          | 1:1 | Juventud          | Tróccoli       | 17 de septiembre | 15:30 |
| Racing         | 1:1 | Wanderers         | Parque Roberto | 17 de septiembre | 15:30 |
| Fénix          | 0:1 | Nacional          | Centenario     | 17 de septiembre | 19:00 |
| Rampla Juniors | 0:0 | Liverpool         | Nasazzi        | 18 de septiembre | 15:30 |
| River Plate    | 0:5 | Defensor Sporting | Parque Saroldi | 18 de septiembre | 15:30 |
| Villa Española | 2:4 | Plaza Colonia     | Obdulio Varela | 18 de septiembre | 15:30 |
| Boston River   | 0:0 | Peñarol           | Centenario     | 18 de septiembre | 19:00 |

#### Fecha 5
| Liverpool         | 1:0 | Villa Española | Belvedere              | 24 de septiembre | 15:30 |
| Boston River      | 1:1 | Racing         | Juan Antonio Lavalleja | 24 de septiembre | 15:30 |
| Wanderers         | 1:3 | Nacional       | Parque Viera           | 24 de septiembre | 15:30 |
| Defensor Sporting | 0:1 | Cerro          | Franzini               | 24 de septiembre | 18:10 |
| Rampla Juniors    | 0:0 | Fénix          | Nasazzi                | 25 de septiembre | 15:30 |
| River Plate       | 0:3 | Sud América    | Parque Saroldi         | 25 de septiembre | 15:30 |
| Danubio           | 3:0 | Plaza Colonia  | Jardines del Hipódromo | 25 de septiembre | 15:30 |
| Juventud          | 1:0 | Peñarol        | Centenario             | 25 de septiembre | 19:00 |

#### Fecha 6
| Sud América       | 3:0 (enlace roto disponible en Internet Archive; véase el historial, la primera versión y la última). | Rampla Juniors | Casto Martínez  | 1° de octubre | 16:00 |
| River Plate       | 1:2 (enlace roto disponible en Internet Archive; véase el historial, la primera versión y la última). | Fénix          | Parque Saroldi  | 1° de octubre | 16:00 |
| Racing            | 4:2 (enlace roto disponible en Internet Archive; véase el historial, la primera versión y la última). | Danubio        | Parque Roberto  | 1° de octubre | 16:00 |
| Plaza Colonia     | 0:0                                                                                                   | Peñarol        | Alberto Suppici | 1° de octubre | 16:00 |
| Cerro             | 2:0                                                                                                   | Liverpool      | Tróccoli        | 2 de octubre  | 16:00 |
| Juventud          | 0:1                                                                                                   | Boston River   | Parque Artigas  | 2 de octubre  | 16:00 |
| Defensor Sporting | 1:1                                                                                                   | Wanderers      | Franzini        | 2 de octubre  | 18:00 |
| Villa Española    | 0:1                                                                                                   | Nacional       | Centenario      | 2 de octubre  | 19:00 |

#### Fecha 7
| Sud América    | 0:1 (enlace roto disponible en Internet Archive; véase el historial, la primera versión y la última). | Boston River      | Casto Martínez         | 8 de octubre | 16:00 |
| Liverpool      | 2:2 (enlace roto disponible en Internet Archive; véase el historial, la primera versión y la última). | River Plate       | Belvedere              | 8 de octubre | 16:00 |
| Wanderers      | 1:0 (enlace roto disponible en Internet Archive; véase el historial, la primera versión y la última). | Juventud          | Parque Viera           | 8 de octubre | 16:00 |
| Nacional       | 2:0 (enlace roto disponible en Internet Archive; véase el historial, la primera versión y la última). | Rampla Juniors    | Gran Parque Central    | 8 de octubre | 19:15 |
| Plaza Colonia  | 2:3                                                                                                   | Cerro             | Alberto Suppici        | 9 de octubre | 16:00 |
| Fénix          | 3:1                                                                                                   | Defensor Sporting | Parque Capurro         | 9 de octubre | 16:00 |
| Villa Española | 1:1                                                                                                   | Racing            | Obdulio Varela         | 9 de octubre | 16:00 |
| Danubio        | 3:2                                                                                                   | Peñarol           | Jardines del Hipódromo | 9 de octubre | 16:00 |

#### Fecha 8
| Wanderers         | 1:0 | Boston River   | Parque Viera        | 15 de octubre | 16:00 |
| Racing            | 2:1 | Rampla Juniors | Parque Roberto      | 15 de octubre | 16:00 |
| Peñarol           | 2:1 | Villa Española | Campeón del Siglo   | 15 de octubre | 19:15 |
| Juventud          | 0:0 | Fénix          | Parque Artigas      | 16 de octubre | 16:00 |
| River Plate       | 2:1 | Plaza Colonia  | Parque Saroldi      | 16 de octubre | 16:00 |
| Cerro             | 0:1 | Danubio        | Tróccoli            | 16 de octubre | 16:00 |
| Defensor Sporting | 1:3 | Liverpool      | Franzini            | 16 de octubre | 16:00 |
| Nacional          | 1:0 | Sud América    | Gran Parque Central | 16 de octubre | 19:15 |

#### Fecha 9
| Fénix          | 1:1 | Boston River      | Parque Capurro         | 22 de octubre | 16:00 |
| Villa Española | 2:0 | Cerro             | Obdulio Varela         | 22 de octubre | 16:00 |
| Liverpool      | 1:0 | Juventud          | Belvedere              | 22 de octubre | 16:00 |
| Nacional       | 3:1 | Racing            | Gran Parque Central    | 22 de octubre | 19:15 |
| Wanderers      | 2:1 | Sud América       | Parque Viera           | 23 de octubre | 16:00 |
| Danubio        | 2:1 | River Plate       | Jardines del Hipódromo | 23 de octubre | 16:00 |
| Plaza Colonia  | 0:1 | Defensor Sporting | Alberto Suppici        | 23 de octubre | 16:00 |
| Rampla Juniors | 1:0 | Peñarol           | Centenario             | 23 de octubre | 19:15 |

#### Fecha 10
| Rampla Juniors | 0:1 | Defensor Sporting | Nasazzi                | 29 de octubre | 16:00 |
| Fénix          | 1:0 | Liverpool         | Parque Capurro         | 29 de octubre | 16:00 |
| Boston River   | 1:2 | Danubio           | Juan Antonio Lavalleja | 29 de octubre | 16:00 |
| Sud América    | 1:4 | Peñarol           | Parque Saroldi         | 29 de octubre | 16:00 |
| Juventud       | 1:1 | Villa Española    | Parque Artigas         | 30 de octubre | 16:00 |
| Wanderers      | 0:0 | Plaza Colonia     | Parque Viera           | 30 de octubre | 16:00 |
| Cerro          | 2:3 | Racing            | Tróccoli               | 30 de octubre | 16:00 |
| Nacional       | 3:1 | River Plate       | Gran Parque Central    | 30 de octubre | 19:15 |

#### Fecha 11
| Liverpool      | 2:1 | Wanderers         | Belvedere              | 12 de noviembre | 16:00 |
| Villa Española | 2:2 | Defensor Sporting | Obdulio Varela         | 12 de noviembre | 16:00 |
| Fénix          | 1:2 | Sud América       | Parque Capurro         | 12 de noviembre | 16:00 |
| Cerro          | 0:0 | Nacional          | Tróccoli               | 12 de noviembre | 16:15 |
| Danubio        | 1:1 | Juventud          | Jardines del Hipódromo | 13 de noviembre | 16:00 |
| Rampla Juniors | 0:2 | River Plate       | Olímpico               | 13 de noviembre | 16:00 |
| Plaza Colonia  | 2:2 | Boston River      | Alberto Suppici        | 13 de noviembre | 16:00 |
| Racing         | 2:5 | Peñarol           | Centenario             | 13 de noviembre | 19:15 |

#### Fecha 12
| Villa Española    | 0:3 | Boston River | Obdulio Varela         | 19 de noviembre | 16:00 |
| Racing            | 2:1 | River Plate  | Parque Roberto         | 19 de noviembre | 16:00 |
| Peñarol           | 1:2 | Cerro        | Campeón del Siglo      | 19 de noviembre | 17:15 |
| Liverpool         | 1:1 | Sud América  | Belvedere              | 20 de noviembre | 16:00 |
| Danubio           | 0:1 | Wanderers    | Jardines del Hipódromo | 20 de noviembre | 16:00 |
| Rampla Juniors    | 1:0 | Juventud     | Olímpico               | 20 de noviembre | 16:00 |
| Plaza Colonia     | 2:0 | Fénix        | Alberto Suppici        | 20 de noviembre | 16:00 |
| Defensor Sporting | 3:2 | Nacional     | Franzini               | 20 de noviembre | 19:15 |

#### Fecha 13
| Sud América       | 2:2 | Racing         | Casto Martínez | 26 de noviembre | 16:00 |
| Juventud          | 2:0 | Plaza Colonia  | Parque Artigas | 26 de noviembre | 16:30 |
| Cerro             | 0:0 | Rampla Juniors | Tróccoli       | 26 de noviembre | 16:30 |
| Wanderers         | 4:2 | Fénix          | Parque Viera   | 26 de noviembre | 16:30 |
| River Plate       | 2:1 | Villa Española | Parque Saroldi | 26 de noviembre | 16:30 |
| Defensor Sporting | 0:0 | Danubio        | Franzini       | 26 de noviembre | 19:15 |
| Peñarol           | 0:3 | Nacional       | Centenario     | 27 de noviembre | 17:00 |
| Boston River      | 0:0 | Liverpool      | Nasazzi        | 28 de noviembre | 16:30 |

#### Fecha 14
| Sud América       | 0:2 | Cerro          | Casto Martínez         | 3 de diciembre | 16:30 |
| Boston River      | 2:0 | Rampla Juniors | Juan Antonio Lavalleja | 3 de diciembre | 16:30 |
| River Plate       | 3:1 | Peñarol        | Parque Saroldi         | 3 de diciembre | 16:30 |
| Liverpool         | 1:1 | Plaza Colonia  | Belvedere              | 4 de diciembre | 16:30 |
| Wanderers         | 3:1 | Villa Española | Parque Viera           | 4 de diciembre | 16:30 |
| Defensor Sporting | 2:1 | Racing         | Franzini               | 4 de diciembre | 16:30 |
| Fénix             | 4:1 | Danubio        | Parque Capurro         | 4 de diciembre | 16:30 |
| Nacional          | 2:0 | Juventud       | Gran Parque Central    | 4 de diciembre | 16:30 |

#### Fecha 15
| Plaza Colonia  | 0:3 | Sud América       | Alberto Suppici        | 10 de diciembre | 17:00 |
| Villa Española | 2:2 | Fénix             | Obdulio Varela         | 10 de diciembre | 17:00 |
| Racing         | 2:0 | Juventud          | Parque Roberto         | 10 de diciembre | 17:00 |
| Cerro          | 0:1 | River Plate       | Tróccoli               | 10 de diciembre | 17:00 |
| Peñarol        | 0:2 | Defensor Sporting | Campeón del Siglo      | 10 de diciembre | 17:15 |
| Danubio        | 3:2 | Liverpool         | Jardines del Hipódromo | 11 de diciembre | 17:00 |
| Rampla Juniors | 1:1 | Wanderers         | Olímpico               | 11 de diciembre | 17:00 |
| Nacional (C)   | 1:0 | Boston River      | Gran Parque Central    | 11 de diciembre | 17:00 |

### Campeón
Luego de 15 fechas, en la última jornada Nacional se coronó campeón, con 34 puntos. En los partidos que jugaron de local, ganaron cada encuentro. Fueron derrotados en tres oportunidades, contra Danubio, Liverpool y Defensor Sporting, empataron una vez y ganaron los once juegos restantes.
Martín Ligüera y Sebastián Fernández fueron los goleadores del club, con 6 anotaciones cada uno.
|                                             |
| Bandera de Uruguay                          |
| Campeón Uruguayo 2016 Nacional 46.to título |

## Goleadores
Luego de las 15 fechas disputadas, Pablo Silva y Gabriel Fernández resultaron los máximos artilleros del torneo, con 8 anotaciones cada uno.
Federico Rodríguez fue el único jugador que anotó tres goles o más, ya que en la segunda fecha le metió cuatro goles al River Plate de Carrasco.
El jugador más joven en convertir un gol fue Joaquín Ardaiz, con 17 años. Mientras que el más jugador con más edad que anotó fue Cristian González con 39 años. Gonzalo Carneiro tuvo el mejor promedio, con un gol cada 76 minutos y 30 segundos.
| Jugador             | Club           | Goles | PJ | Minutos Jugados |
| ------------------- | -------------- | ----- | -- | --------------- |
| Pablo Silva         | Villa Española | 8     | 13 | 640             |
| Gabriel Fernández   | Racing         | 8     | 15 | 1337            |
| Liber Quiñones      | Racing         | 7     | 11 | 787             |
| Federico Rodríguez  | Boston River   | 7     | 13 | 1050            |
| Martín Ligüera      | Nacional       | 6     | 13 | 536             |
| Mathías Saavedra    | River Plate    | 6     | 12 | 893             |
| Sebastián Fernández | Nacional       | 6     | 15 | 1087            |
| Maureen Franco      | Cerro          | 6     | 15 | 1243            |
| Gabriel Leyes       | Plaza Colonia  | 5     | 11 | 662             |
| Lucas Cavallini     | Fénix          | 5     | 11 | 947             |

| Lista completa      | Lista completa    | Lista completa | Lista completa | Lista completa  |
| Jugador             | Club              | Goles          | PJ             | Minutos Jugados |
| ------------------- | ----------------- | -------------- | -------------- | --------------- |
| Jonathan Dos Santos | Danubio           | 5              | 14             | 1004            |
| Juan Manuel Olivera | Danubio           | 5              | 15             | 1072            |
| Federico Gallego    | Sud América       | 5              | 14             | 1085            |
| Junior Arias        | Peñarol           | 5              | 15             | 1217            |
| Matías Santos       | Wanderers         | 5              | 15             | 1259            |
| Mauricio Affonso    | Racing            | 4              | 9              | 586             |
| Renzo López         | Sud América       | 4              | 13             | 605             |
| Ignacio González    | Wanderers         | 4              | 12             | 875             |
| Nicolás De La Cruz  | Liverpool         | 4              | 11             | 880             |
| Kevin Ramírez       | Nacional          | 4              | 13             | 983             |
| Carlos Bueno        | Liverpool         | 4              | 14             | 1012            |
| Sergio Blanco       | Wanderers         | 4              | 13             | 1050            |
| Kevin Gissi         | Rampla Juniors    | 4              | 14             | 1175            |
| Maximiliano Gómez   | Defensor Sporting | 4              | 14             | 1232            |
| Alexander Rosso     | River Plate       | 3              | 9              | 332             |
| Joaquín Ardaiz      | Danubio           | 3              | 10             | 363             |
| Gonzalo Malán       | Plaza Colonia     | 3              | 10             | 456             |
| Facundo Peraza      | Cerro             | 3              | 14             | 766             |
| Nicolás Albarracín  | Peñarol           | 3              | 11             | 770             |
| Nicolás Dibble      | Peñarol           | 3              | 12             | 852             |
| Matías Jones        | River Plate       | 3              | 11             | 905             |
| Santiago González   | Rampla Juniors    | 3              | 12             | 906             |
| Richard Porta       | River Plate       | 3              | 14             | 1008            |
| Santiago López      | Villa Española    | 3              | 14             | 1009            |
| Diego Ferreira      | Fénix             | 3              | 13             | 1075            |
| Manuel Castro       | Wanderers         | 3              | 15             | 1168            |
| Pablo Caballero     | Cerro             | 3              | 14             | 1238            |
| Delis Vargas        | Juventud          | 3              | 14             | 1256            |
| Guillermo Fratta    | Boston River      | 3              | 14             | 1260            |
| Matías Cabrera      | Defensor Sporting | 3              | 15             | 1271            |
| Maximiliano Cantera | Fénix             | 3              | 15             | 1326            |
| Pablo Ceppelini     | Boston River      | 3              | 15             | 1340            |
| Gonzalo Carneiro    | Defensor Sporting | 2              | 8              | 153             |
| Facundo Castro      | Defensor Sporting | 2              | 9              | 341             |
| Axel Fernández      | Plaza Colonia     | 2              | 5              | 379             |
| José Luis Rodríguez | Danubio           | 2              | 6              | 505             |
| Gastón Rodríguez    | Peñarol           | 2              | 10             | 585             |
| Gonzalo Bueno       | Defensor Sporting | 2              | 11             | 646             |
| Emilano Ghan        | Danubio           | 2              | 12             | 680             |
| Matías Mirabaje     | Fénix             | 2              | 10             | 817             |
| Rodrigo Rivero      | Wanderers         | 2              | 11             | 820             |
| Jorge Graví         | Danubio           | 2              | 11             | 902             |
| Gonzalo Ramos       | Cerro             | 2              | 13             | 935             |
| Gastón Colmán       | Sud América       | 2              | 13             | 991             |
| Hugo Silveira       | Nacional          | 2              | 15             | 992             |
| Fabián Estoyanoff   | Fénix             | 2              | 12             | 1019            |
| Nicolás Olivera     | Defensor Sporting | 2              | 13             | 1032            |
| Gonzalo Vega        | Sud América       | 2              | 14             | 1078            |
| Diego Gurri         | Boston River      | 2              | 14             | 1212            |
| Fabián Carini       | Juventud          | 2              | 14             | 1215            |
| Alejandro Villoldo  | Plaza Colonia     | 2              | 14             | 1244            |
| Santiago Romero     | Nacional          | 2              | 15             | 1255            |
| Matías Zunino       | Defensor Sporting | 2              | 14             | 1260            |
| José Luis Tancredi  | Racing            | 2              | 15             | 1295            |
| Lucas Hernández     | Cerro             | 2              | 15             | 1350            |
| Gustavo Aprile      | Liverpool         | 2              | 15             | 1350            |

## Tabla del descenso
Hubo un descenso directo al Campeonato Uruguayo de Segunda División 2017. El criterio de descenso fue mediante una tabla de promedios sumando los puntos obtenidos por los respectivos equipos en el Campeonato Uruguayo de Fútbol 2014-15, Campeonato Uruguayo de Fútbol 2015-16 y el Campeonato Especial 2016, el peor clasificado luego de las 15 fechas, descendió.
Para obtener el cociente, se sumó la cantidad de puntos obtenidos en primera división en las temporadas mencionadas y de dividió entre los partidos jugados.
En la fecha 13 del torneo, luego de una mala racha, tras 1 PG, 3 PE y 9 PP, descendió de categoría el Club Social y Deportivo Villa Española. Además, el clásico no pudo jugarse debido a disturbios y que no estaban las garantías necesarias, por lo que posteriormente la comisión disciplinaria resolvió dar ganador a Nacional 0-3, como no se jugó el partido, no cuenta para el promedio.
|  | Pos.                                          | Equipos           | Promedios | PJ | 2014/15 | 2015/16 | 2016 | Pts. |
|  | --------------------------------------------- | ----------------- | --------- | -- | ------- | ------- | ---- | ---- |
|  | 1.                                            | Nacional          | 2,040     | 74 | 63      | 54      | 34   | 151  |
|  | 2.                                            | Peñarol           | 1,729     | 74 | 55      | 58      | 15   | 128  |
|  | 3.                                            | Defensor Sporting | 1,533     | 75 | 48      | 42      | 25   | 115  |
|  | 4.                                            | Danubio           | 1,506     | 75 | 49      | 35      | 29   | 113  |
|  | 5.                                            | River Plate       | 1,506     | 75 | 54      | 41      | 18   | 113  |
|  | 6.                                            | Wanderers         | 1,480     | 75 | 34      | 48      | 29   | 111  |
|  | 7.                                            | Boston River      | 1,466     | 15 | SD      | SD      | 22   | 22   |
|  | 8.                                            | Cerro             | 1,440     | 75 | 34      | 52      | 22   | 108  |
|  | 9                                             | Liverpool         | 1,422     | 45 | SD      | 40      | 24   | 64   |
|  | 10.                                           | Fénix             | 1,360     | 75 | 37      | 46      | 19   | 102  |
|  | 11.                                           | Sud América       | 1,360     | 75 | 42      | 43      | 17   | 102  |
|  | 12.                                           | Plaza Colonia     | 1,355     | 45 | SD      | 49      | 12   | 61   |
|  | 13.                                           | Racing            | 1,280     | 75 | 45      | 31      | 20   | 96   |
|  | 14.                                           | Juventud          | 1,266     | 75 | 45      | 33      | 17   | 95   |
|  | 15.                                           | Rampla Juniors    | 1,133     | 15 | SD      | SD      | 17   | 17   |
|  | 16.                                           | Villa Española    | 0,466     | 15 | SD      | SD      | 7    | 7    |
|  | Última actualización: 11 de diciembre de 2016 |                   |           |    |         |         |      |      |

|  | Descendido al Campeonato Uruguayo de Segunda División 2017. |